# Letiště Gaborone
Mezinárodní letiště sira Seretse Khamy v Gaborone (IATA: GBE, ICAO: FBSK) se nachází 15 km severně od Gaborone, hlavního města Botswany. Je to největší a nejrušnější letiště v zemi, bylo pojmenováno po prvním prezidentovi Botswany — Seretse Khamovi. Je to domácí letiště botswanských aerolinií Air Botswana.

## Vybavení a vzhled
Letiště má jeden moderně zařízený terminál s dostatečným počtem odbavovacích stolků, s čekacím salonkem, restaurací, bankou, půjčovnou vozů, toaletami a pod. Necelé 3 km vzdálený hotel je příjemně vybavený. Všechny lety jsou soustřeďovány na jednu přistávací a vzletovou dráhu o délce 3000 metrů. Letadla jsou naváděna z moderní kontrolní věže s radarem.

### Rekonstrukce

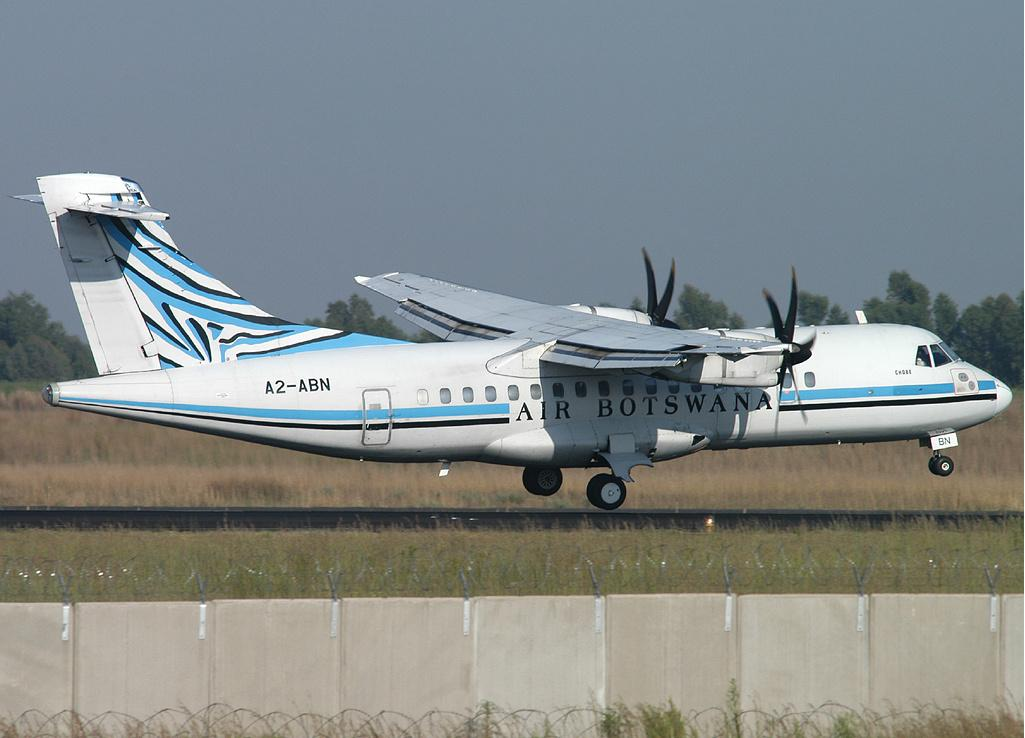
Letoun společnosti Air Botswana, sídlící v Gaborone

Vláda Botswany schválila realizaci rozsáhlé rekonstrukce letiště, která zahrnuje rozšíření terminálu a zvětšení ranveje pro možnost přistání velkých letadel. Tento plán si vyžádá 61 milionů USD.

## Přehled
- Čas: UTC+2
- Spojení s městem: hotelové minibusy a taxi služba, přímá autobusová linka není.

## Aerolinie
- Air Botswana
- South Africa Express
- South African Airways